# 김아론
김아론(2002년 1월 6일~)은 대한민국의 배우이다.

## 학력
- 양일초등학교
- 일산양일중학교
- 서울공연예술고등학교 실용무용학과
- 중앙대학교 공연영상창작학부 연극전공

## 출연작

### 영화
- 2011년 《영화, 한국을 만나다》
- 2012년 《용의자X》 ... 소녀 역(단역)
- 2012년 《바비》 ... 이순자 역

### 뮤지컬
- 2013년 《오즈의 마법사》 ... 어린 도로시 역(단역)
- 2013년 《사운드 오브 뮤직》 ... 그레틀 역(단역)